# David Giler
David Giler, né le 23 juillet 1943 à New York et mort le 19 décembre 2020 à Bangkok, est un producteur, réalisateur et scénariste américain. Il est principalement connu pour sa participation à la série de films Alien et pour ses collaborations avec Walter Hill.

## Biographie
David Kevin Giler est le fils du scénariste Berne Giler (1908-1967).
Au début des années 1960, il commence sa carrière en travaillant avec son père à l'écriture d'épisodes de séries télévisées comme The Gallant Men (1962), Haute Tension (1964), L'Homme à la Rolls (1965) ou encore Myra Breckinridge (1967).
Il signe son premier scénario pour le cinéma, et sa première collaboration avec la 20th Century Fox, avec le film Myra Breckinridge (1970) de Michael Sarne. Le scénario, adapté d'un roman controversé de Gore Vidal, est bien accueilli malgré le peu de succès du film.
Après plusieurs scénarios qui n'aboutissent pas, il participe au film À cause d'un assassinat d'Alan J. Pakula qui sort en 1974. En 1975, il écrit et réalise son premier et unique long métrage comme réalisateur, The Black Bird (en). Cette comédie, avec George Segal et Stéphane Audran, est une « suite parodique » du film Le Faucon maltais (1941). Le film reçoit des critiques négatives.
Via sa société Brandywine Productions (créée à la fin des années 1960 avec Walter Hill et Gordon Carroll), il participe au film Alien, Le huitième passager de Ridley Scott. Avec Walter Hill, il retravaille le scénario initial de Dan O'Bannon et Ronald Shusett, même s'il n'est crédité qu'en tant que producteur au générique. Le film est un immense succès public et critique. Il collabore à nouveau avec Walter Hill avec le thriller Sans retour qui sort en 1981.
Après d'autres scénarios, il participe à nouveau à la franchise Alien avec Aliens, le retour, qu'il produit coécrit avec Walter Hill et James Cameron. Le film sort en 1986 et rencontre à nouveau le succès. Après ce film, il écrira de moins en moins de scénarios — il n'écrit que Alien 3 dans les années 1990 — et se concentre sur la production.
Son dernier scénario est Un seul deviendra invincible (2002) de Walter Hill.

### Vie privée
Entre 1970 et 1972, il a été marié à l'actrice d'origine hongkongaise Nancy Kwan.

## Filmographie
Sauf indication contraire, les informations mentionnées dans cette section peuvent être confirmées par la base de données cinématographiques IMDb,  présente dans la section « Liens externes ».

### Comme producteur/producteur délégué
- 1970 : Myra Breckinridge de Michael Sarne (non crédité)
- 1979 : Alien, Le huitième passager (Alien) de Ridley Scott
- 1981 : Sans retour (Southern Comfort) de Walter Hill
- 1985 : Rustlers' Rhapsody de Hugh Wilson
- 1986 : Une baraque à tout casser (The Money Pit) de Richard Benjamin
- 1986 : Aliens, le retour (Aliens) de James Cameron
- 1989 : Deux dollars sur un tocard (Let It Ride) de Joe Pytka
- 1989-1996 : Les Contes de la crypte (Tales from the Crypt) (série télévisée)
- 1992 : Two-Fisted Tales (téléfilm) de Richard Donner, Tom Holland et Robert Zemeckis
- 1992 : Alien 3 de David Fincher
- 1993-1994 : Crypte Show (Tales from the Cryptkeeper) (série TV) - 5 épisodes
- 1994 : Roadracers (TV) de Robert Rodriguez
- 1994 : Runaway Daughters (TV) de Joe Dante
- 1994 : Girls in Prison (TV) de John McNaughton
- 1994 : Shake, Rattle and Rock! (TV) d'Allan Arkush
- 1994 : Dragstrip Girl (TV) de Mary Lambert
- 1994 : Vilaines Filles et Mauvais Garçons (Jailbreakers) de William Friedkin
- 1995 : Le Cavalier du Diable (Tales from the Crypt presents: Demon Knight) d'Ernest R. Dickerson
- 1995 : W.E.I.R.D. World (téléfilm) de William Malone
- 1996 : La Reine des vampires (Bordello of Blood) de Gilbert Adler
- 1997 : Expériences interdites (Perversions of Science) (série TV) - 10 épisodes
- 1997 : Alien, la résurrection (Alien: Resurrection) de Jean-Pierre Jeunet
- 2002 : Ritual (Tales from the Crypt Presents: Ritual) d'Avi Nesher
- 2002 : Un seul deviendra invincible (Undisputed) de Walter Hill
- 2004 : Alien vs. Predator de Paul W. S. Anderson
- 2007 : Aliens vs. Predator: Requiem de Greg et Colin Strause
- 2012 : Prometheus de Ridley Scott
- 2017 : Alien: Covenant de Ridley Scott

### Comme scénariste
- 1962 : The Gallant Men (série TV) - 1 épisode
- 1964 : Haute Tension (Kraft Suspense Theatre) (série TV) - 1 épisode
- 1965 : L'Homme à la Rolls (Burke's Law) (série TV) - 1 épisode
- 1967 : Annie, agent très spécial (The Girl from U.N.C.L.E.) (série TV) - 1 épisode
- 1967 : Des agents très spéciaux (The Man from U.N.C.L.E.) (série TV) - 1 épisode
- 1969 : The Bold Ones: The Lawyers (série TV) - 1 épisode
- 1970 : Myra Breckinridge de Michael Sarne
- 1974 : À cause d'un assassinat (The Parallax View) d'Alan J. Pakula
- 1975 : The Black Bird de lui-même
- 1977 : Touche pas à mon gazon (Fun with Dick and Jane) de Ted Kotcheff
- 1981 : Sans retour (Southern Comfort) de Walter Hill
- 1986 : Aliens, le retour (Aliens) de James Cameron
- 1986 : Une baraque à tout casser (The Money Pit)
- 1987 : Le Flic de Beverly Hills 2 (Beverly Hills Cop II) de Tony Scott (non crédité)
- 1992 : Alien 3 de David Fincher
- 2002 : Un seul deviendra invincible (Undisputed)

### Comme réalisateur
- 1975 : The Black Bird (en)